# Bose-Einstein-Korrelationen
Bose-Einstein-Korrelationen sind Korrelationen zwischen identischen Bosonen, benannt nach den Physikern Satyendranath Bose und Albert Einstein. Sie finden wichtige Anwendungen in der Astronomie, Optik, Kern- und Teilchenphysik.

## Intensitätsinterferometrie und Bose-Einstein-Korrelationen
Die Interferenz zweier Lichtstrahlen wird in der Optik als kohärent bezeichnet, wenn die Phasendifferenz der entsprechenden Wellen konstant ist. Die kohärente Superposition von Wellen Amplituden nennt man Interferenz erster Ordnung, zum Unterschied von der Superposition von Intensitäten, die als Intensitätsinterferenz, Hanbury-Brown und Twiss (HBT) Interferenz oder Interferenz zweiter Ordnung bezeichnet wird. Dementsprechend unterscheidet man Kohärenz erster Ordnung von Kohärenz zweiter Ordnung, die man auch Quantenkohärenz nennt. Die Amplituden Interferometrie wird in der Optik zur Bestimmung von Längen, Oberflächen Unregelmäßigkeiten und Refraktion Koeffizienten verwendet. Die Intensitätsinterferenz, außer dass sie bessere Stabilität gewährleistet, hat die zusätzliche Eigenschaft, dass sie auch die Bestimmung der Quantenkohärenz von Quellen ermöglicht.
Die Interferenz von zwei (oder mehreren) Wellen führt zu einer Korrelation zwischen diesen Wellen. In der Teilchenphysik entspricht jedem Teilchen eine Welle. Das führt zu Interferenzen und Korrelationen von zwei (oder mehreren) Teilchen, welche durch Korrelationsfunktionen zweiter (oder höherer) Ordnung beschrieben werden. Bei identischen Teilchen haben diese Korrelationen spezifische Eigenschaften. Man unterscheidet dabei Bose-Einstein-Korrelationen, die bei Bosonen auftreten, von Fermi-Dirac-Korrelationen, die sich auf Fermionen beziehen. Bei Bose-Einstein-Korrelationen (BEK) sind die Teilchen gebündelt und bei Fermi-Dirac-Korrelationen antigebündelt. Ein weiterer Unterschied zwischen Bose-Einstein- und Fermi-Dirac-Korrelationen ist, dass Quantenkohärenz nur bei BEK möglich ist.

## Bose-Einstein-Korrelationen und Quantenkohärenz
Der Begriff Quantenkohärenz geht auf Roy Glauber zurück und wurde anfangs bei Lasern und Masern verwendet, fand aber bald wichtige Anwendungen auch in anderen Gebieten der Physik, z. B. Bose-Einstein-Kondensation. Wie auch der Name suggeriert, sind sowohl Bose-Einstein-Korrelationen wie auch Bose-Einstein-Kondensation Folgen der Bose-Einstein-Statistik und beziehen sich daher nicht nur auf Photonen, sondern auf Bosonen im Allgemeinen. Bose-Einstein Kondensation führt unter anderem zu Supraleitung und Superfluidität und Bose-Einstein-Korrelationen bemerkt man auch bei Hadronen.
Fast gleichzeitig mit der Erfindung der Intensitätsinterferometrie durch Hanbury-Brown und Twiss (HBT) in der Optik, entdeckten Gerson Goldhaber, Sulamith Goldhaber, Wonyong Lee und Abraham Pais (GGLP) in Proton-Antiproton-Annihilationsprozessen, dass die erzeugten, identisch geladenen Pionenpaare, gebündelt waren, während Pionenpaare mit entgegengesetzten Ladungen diese Erscheinung nicht aufwiesen. Sie deuteten diesen Effekt als Folge von Bose-Einstein-Statistik. Später erkannte man, dass der HBT-Effekt ebenfalls ein Bose-Einstein Korrelationseffekt ist, und zwar von Photonen.
Bose-Einstein-Korrelationen in der subnuklearen Physik werden in der Quantenstatistik, mit Hilfe des Formalismus klassischer Ströme und kohärenter Zustände beschrieben. Seit den 1980er Jahren wurden BEK zu einem wichtigen Thema in der Hochenergiephysik und es finden Tagungen statt, die sich ausschließlich damit befassen. Einer der Gründe dieses Interesses ist die Tatsache, dass bis jetzt BEK die einzige Methode für die Messung von Dimensionen und Lebenszeiten von Quellen der Elementarteilchen darstellt. Damit finden sie wichtige Anwendungen u. a. in der Erforschung der Quark-Materie, denn die Bildung dieser Phase der Materie erfordert eine kritische Energiedichte. Um diese zu bestimmen, muss man das Volumen, beziehungsweise die Ausdehnung des Feuerballs kennen, in welchem man die Entstehung dieser Materie erwartet. Die entsprechende Größe kann mit Hilfe der Intensitätsinterferometrie gemessen werden. Darüber hinaus bedeutet eine Phase der Materie einen quasi-stabilen Zustand, d. h., einen Zustand der länger lebt als die Dauer der Kollision, in welcher dieser Zustand entsteht. Das bedeutet, dass man zum Nachweis der Stabilität die Lebenszeit des Quelle kennen muss, was wiederum nur durch Messung von BEK möglich ist.

## Quantenkohärenz in starken Wechselwirkungen
BEK können auch zur Bestimmung der Quantenkohärenz in starken Wechselwirkungen verwendet werden. Der überzeugendste Nachweis der Kohärenz in BEK basiert auf der Messung von Korrelationen höherer Ordnung. Dieses Experiment zeichnet sich auch durch die Tatsache aus, dass es die Voraussagen der Quantenstatistik durch einen, obzwar unbeabsichtigten, Falsifikationsversuch testet.
Die Quantenstatistik hat auch eine überraschende heuristische Erkenntnis in Zusammenhang mit dem Identitätsprinzip der Elementarteilchen ermöglicht.

## Bose-Einstein-Korrelationen und das Identitätsprinzip der Elementarteilchen
In Prozessen in welchen die Zahl der Teilchen konstant bleibt kann das System durch eine Wellenfunktion beschrieben werden. Diese Methode der ersten Quantisierung wurde auch ursprünglich in der Interpretation von Bose-Einstein- (und Fermi-Dirac)-Korrelationen verwendet. Bei Prozessen, die bei hohen Energien stattfinden, werden aber Teilchen erzeugt und absorbiert und dies macht die Anwendung von feldtheoretischen Methoden notwendig (Zweite Quantisierung). Die Quantenoptik verwendet diese allgemeinere Methode um Quantenkohärenz, Laser und Kondensate zu beschreiben. Ein weiteres Phänomen, das durch diese Methode entdeckt wurde,
sind Bose-Einstein-Korrelationen zwischen Teilchen und Antiteilchen.
Die Wellenfunktion von zwei identischen Teilchen ist symmetrisch, beziehungsweise antisymmetrisch, je nachdem, ob man identische Bosonen oder identische Fermionen betrachtet. Bei nicht identischen Teilchen gibt es keine Permutationssymmetrie und im Rahmen des Wellenfunktionsformalismus gibt es zwischen diesen Teilchen auch keine Bose-Einstein oder Fermi-Dirac-Korrelationen. Das bezieht sich auch auf den Spezialfall eines Paares, welches aus einem Teilchen und Antiteilchen besteht, zum Beispiel ein positives und ein negatives Pion. In diesem Fall muss man aber berücksichtigen, dass die zwei geladenen Pionen sich annihilieren können und in ein Paar von neutralen Pionen (oder Photonen), das heißt ein Paar von identischen Teilchen, verwandeln. Dabei kommt die Methode der zweiten Quantisierung zum Tragen und wir haben eine neue Art von Bose-Einstein-Korrelationen, die zwischen positiven und negativen Pionen, welche allerdings schwächer ist als die zwischen zwei identisch geladenen Pionen. Andererseits gibt es keine Bose-Einstein Korrelation zwischen einem geladenen und einem neutralen Pion, als ob ein positives und ein negatives Pion „weniger verschieden“ wären als ein geladenes und ein neutrales. Darüber hinaus findet man, dass Korrelationen zwischen zwei neutralen Pionen stärker sind als die zwischen identisch geladenen Pionen, als ob die neutralen Pionen „identischer“ wären als die geladenen. Diese überraschenden und Aufsehen erregenden Resultate beweisen die Überlegenheit der zweiten Quantisierung. Sie beweisen auch, dass die Analogie zwischen der optischen und Teilchen Interferometrie ihre Grenzen hat und dass Bose-Einstein-Korrelationen zwischen identisch geladenen Pionen verschieden sind von entsprechenden Korrelationen zwischen Photonen, ein Thema das in der Literatur zu Missverständnissen geführt hat und in geklärt wurde.